# Termele lui Dioclețian

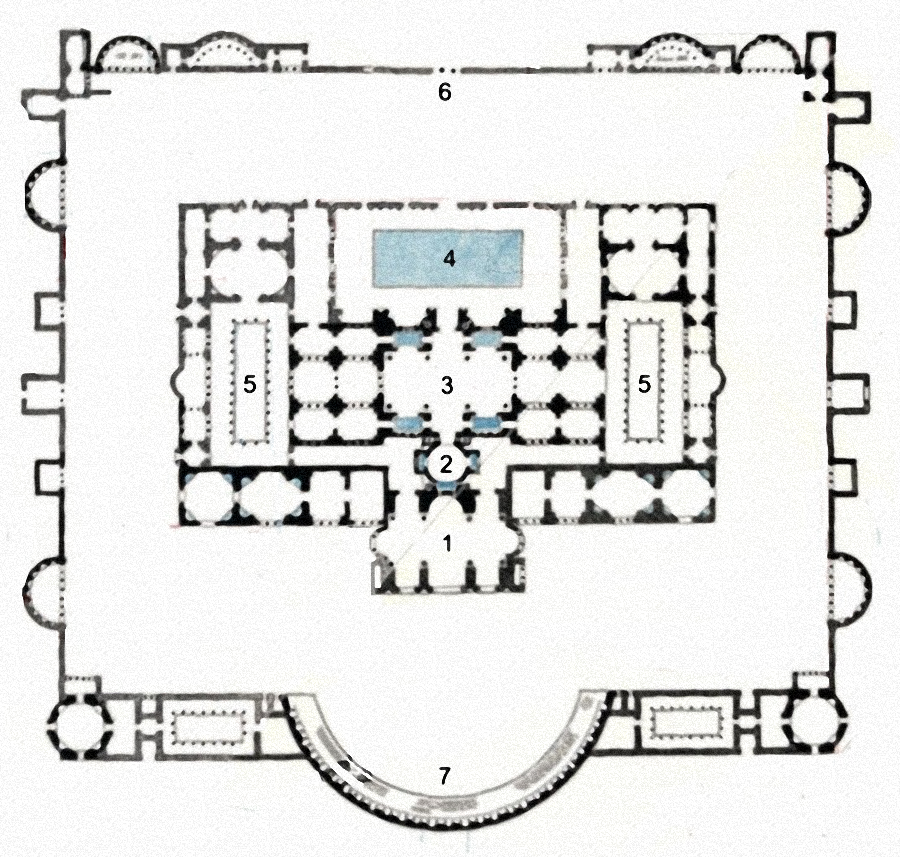
Plan: 1 Caldarium
2 Tepidarium
3 Frigidarium
4 Natatio
5 Palaestra
6 Intrare
7 Exedra

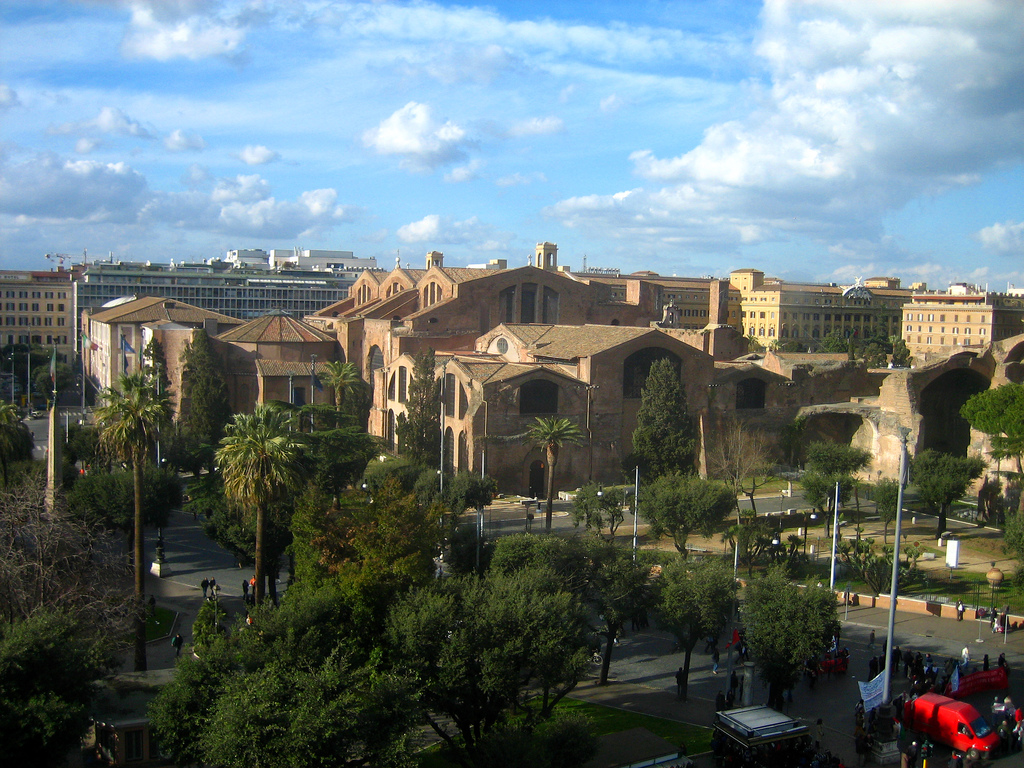
Vedere de ansamblu al termelor.

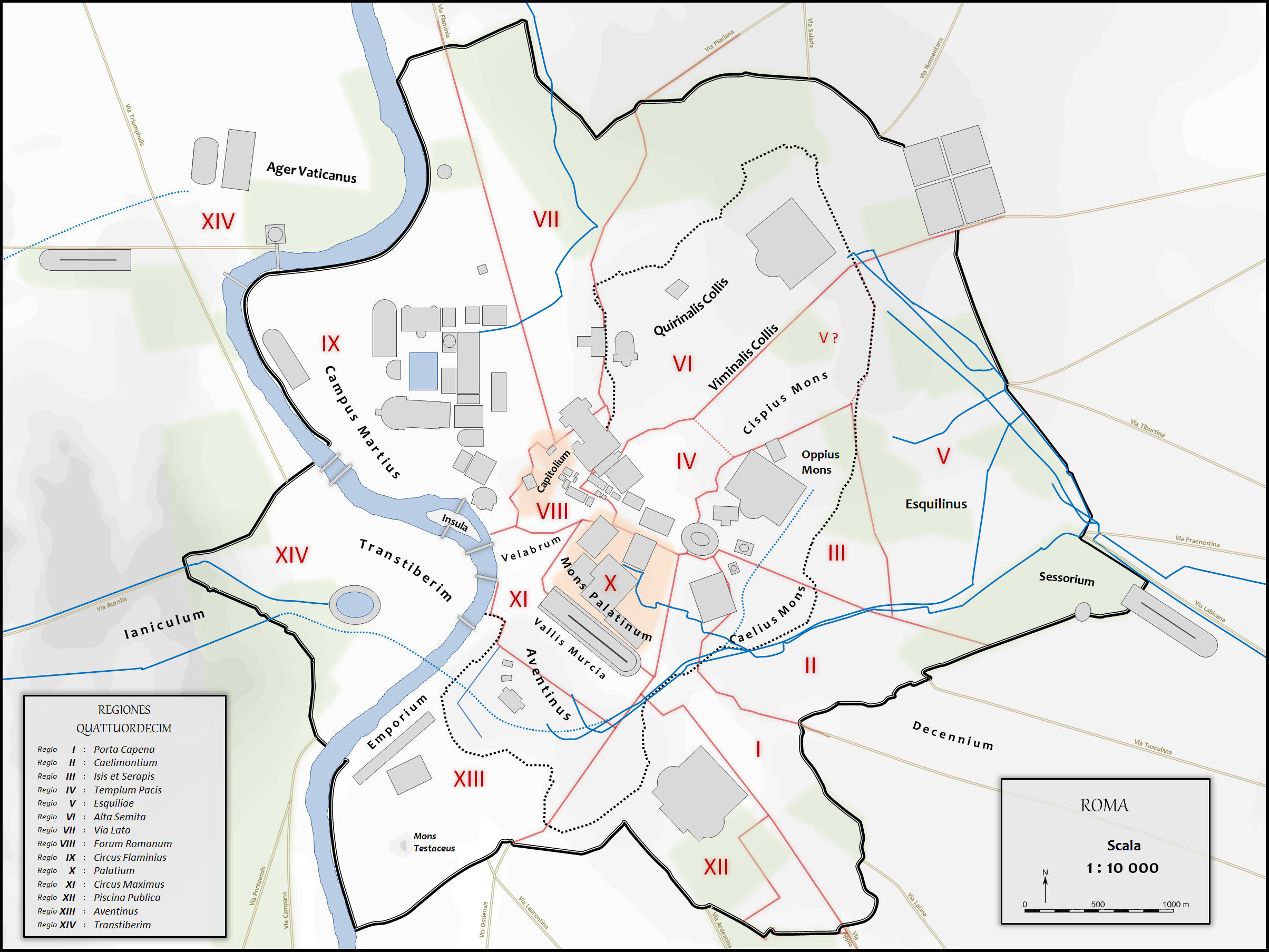
Planul atermporal al Romei antice

Termele lui Dioclețian (în latină: Thermae Diocletiani, iar în italiană: Terme di Diocleziano) au fost un complex termal în Roma antică. 

## Prezentare generală
Termele lui Dioclețian sunt cele mai vaste terme construite vreodată în Roma antică, păstrate până în prezent în nord-estul Romei, pe colina Viminal. Construcția lor a început în 298 sub împăratul Maximian, numit Augustus al Occidentului de către Dioclețian. Termele au fost inaugurate în 306, după abdicarea celor doi împărați. 
Acest monument, foarte bine conservat, cuprinde Basilica Santa Maria degli Angeli e dei Martiri, Muzeul Termelor lui Dioclețian, sediul istoric al Muzeului Național Roman, și câteva alte clădiri și activități anexe.
Întregul complex se află în apropiere de Gara Termini, care își are denumirea de la aceste terme.

## Istoric

### Construcția termelor
Băile au fost prevăzute să deservească cartierele populate  din Quirinal, din Viminal și din Esquilin.
 
Inscripția, o dedicație compusă din mai multe fragmente remontate în curtea de intrare în Muzeul Național al Termelor (CIL VI.1130=31242), dispune :
| D[omini] N[ostri] Diocletianus et Maximianus invicti / seniores Aug[usti] patres imp[eratorum] et Caes[arum], et d[omini] n[ostri] Constantius et Maximianus invicti seniores Aug[usti] [patres i]mp[eratorum] et Caes[arum] et / d[omini] n[ostri] Constantius [et Maximia]nus invicti Aug[usti] et / Severus et Maximi[nus no]bilissimi Caesares thermas felic[es Dio]cletianas, quas / Maximianus Aug(ustus) rediens ex Africa [sub ?] / praesentia maie[statis] disposuit ac / fieri iussit et Dio[cletiani] Aug(usti) fratris sui / nomine consecra[vit, coe]mptis aedificiis / pro tanti operis [magn]itudine omni cultu / perfectas [Romanis suis] dedicaverunt. | Adică: „Stăpânii / Domnii noștri invincibili Dioclețian și Maximian, Auguști „seniori”, părinți de împărați și de Cezari, și stăpânii / domnii noștri Constantius și Maximian, Auguști invincibili, și Severus și Maximin, nobili Cezari, le-au dedicat dragilor lor romani fericitele terme ale lui Dioclețian; Maximian Augustus, la reîntoarcerea sa din Africa, în prezența Majestății Sale, a hotărât și a poruncit construcția și le-a consacrat cu numele lui Dioclețian, fratele său; construcțiile au fost achiziționate [în bloc] pentru o operă de o asemenea amploare, dedicată îngrijirii perfecte a romanilor.” |

Se pot deduce date de construcție: după reîntoarcerea lui Maximian din Africa, din toamna lui 298 și după abdicările lui Dioclețian și Maximian la calendele lui mai 305, dar înainte de moartea lui Constantius Chlorus, survenită la 25 iulie 306. Pentru a face loc uriașei construcții, au fost demolate numeroase clădiri, dintre care unele au fost regăsite în timpul săpăturilor de la Piazza della Repubblica, la construirea stației „Repubblica – Teatro dell’Opera” a Metroului din Roma. Clădirea era din cărămizi ștampilate cu numele lui Dioclețian. Marcarea prin ștampilare nu era o cutumă în acea epocă, însă fusese repusă în vigoare pentru construcția termelor.
Zidurile exterioare ale clădirii centrale erau tencuite cu stuc alb.

### Declin și abandon

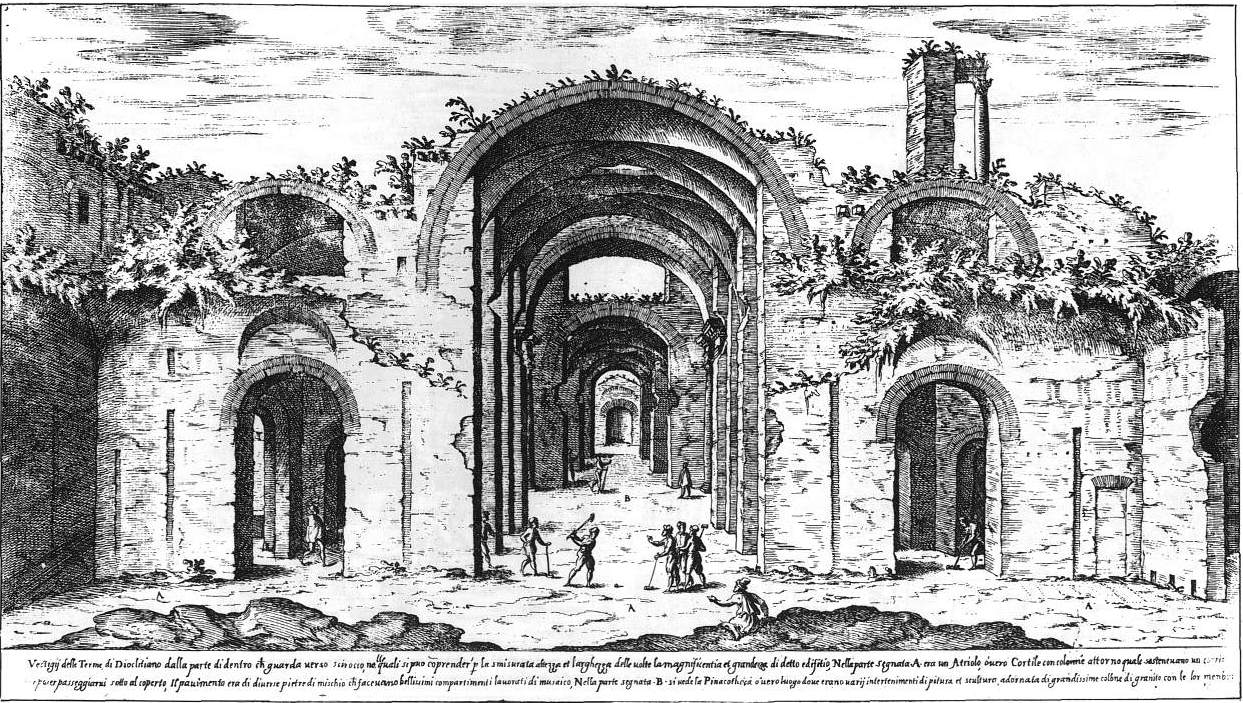
Ruine ale termelor așa cum apăreau în secolul al XVI-lea

După jefuirea Romei de către goți în 410 și vandali în 455, termele au rămas, cel puțin parțial, în funcționare până în 537, când apeductele au fost tăiate de către goții lui Vitiges, și de către Belisarie însuși, care a pus să se zidească toate trecerile prin zid pentru a împiedica năvălirile hoțești ale dușmanilor orașului.
Similare ca formă cu Termele lui Caracalla (ele însele inspirate de Termele lui Traian), dar de două ori mai mari, Termele lui Dioclețian au suferit soarta tuturor marilor monumente  romane, fiind utilizate de-a lungul secolelor drept cariere de materiale pentru alte construcții de uz utilitar sau locuințe private. Se știe, între altele, că o parte din terme au servit drept zone pentru dresarea cailor.
Caldarium (intrarea actuală în Biserica Santa Maria degli Angeli), a păstrat multă măreție pentru a atrage și inspira artiștii, în secolul al XV-lea și mai târziu. Astfel, Andrea Palladio, de exemplu, i-a făcut desene complete.

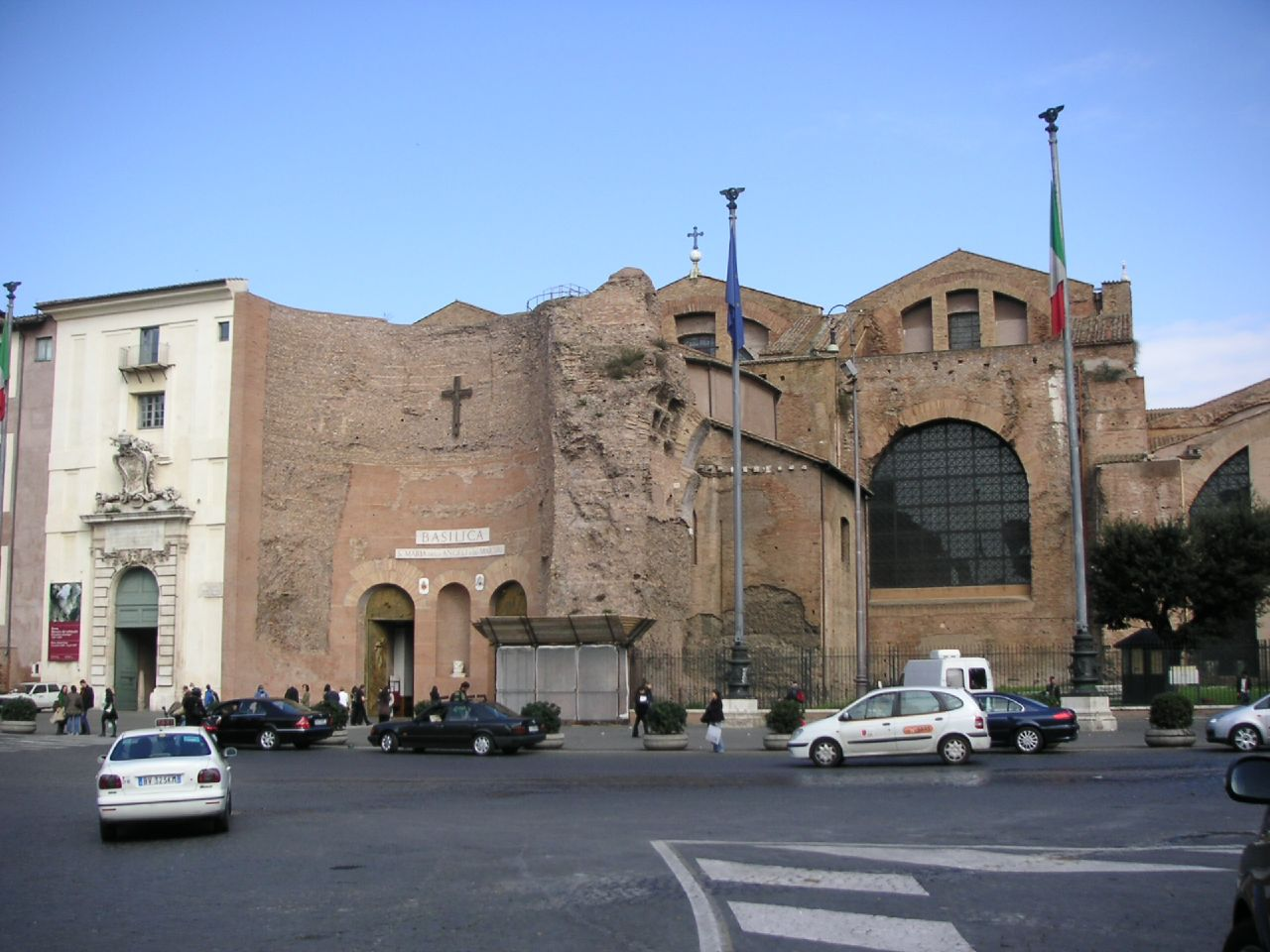
Caldarium și intrarea în bazilică

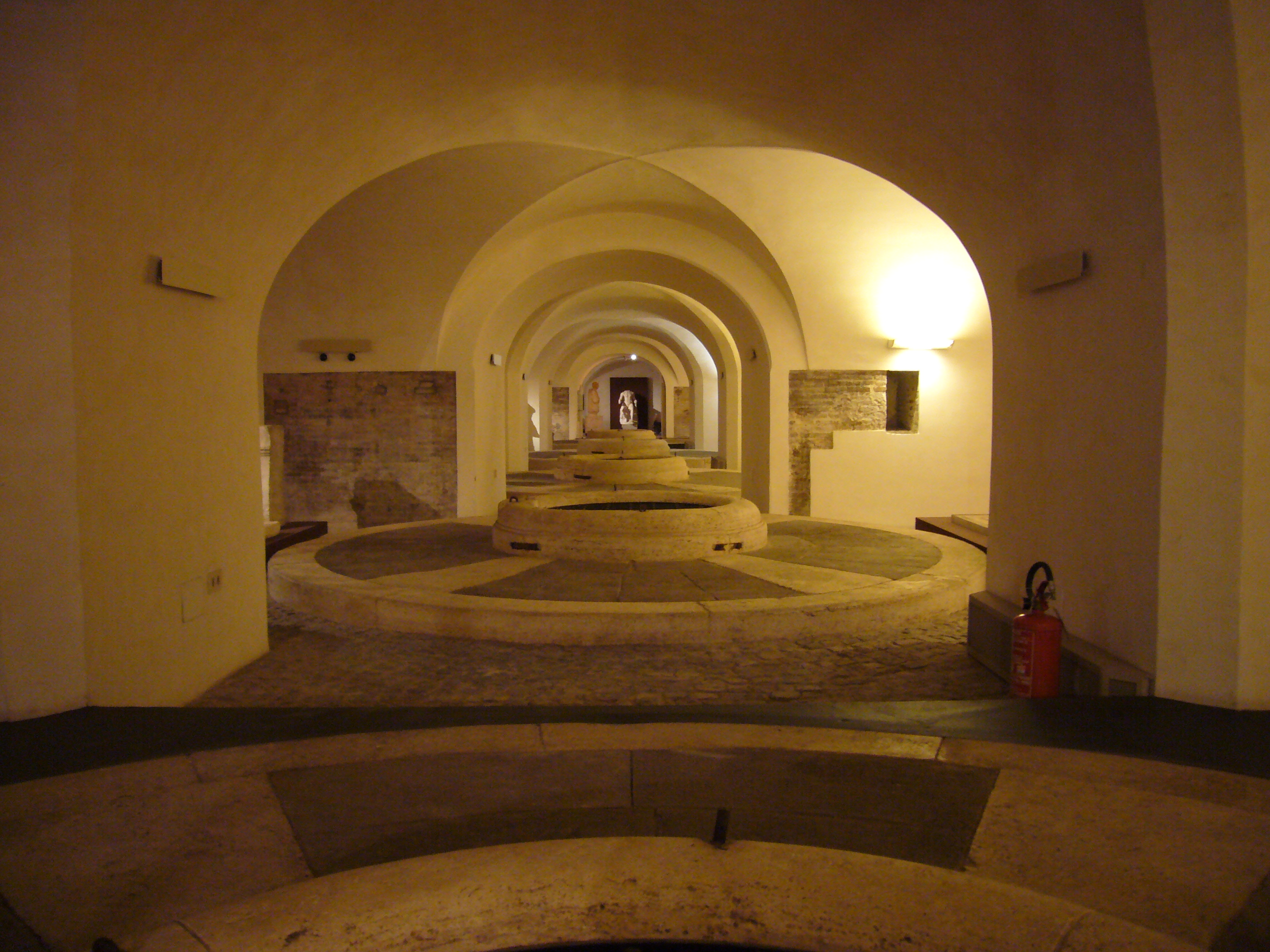
Magazii de ulei denumite Olearie papali

### Preschimbare în biserică și mănăstire
În 1560 frigidariumul a fost transformat în biserică, care de fapt exista sub forma unei capele rezemate în spatele zidurilor antice, dedicată îngerilor și păzită de un călugăr. În același timp, călugării făceau presiune să obțină o nouă mănăstire. Pius al IV-lea l-a însărcinat pe Michelangelo să ridice capela la rangul de bazilică și să conceapă mănăstirea, a cărei primă clădire a fost încheiată în 1564. Astfel s-a născut bazilica Sfânta Maria a Îngerilor și a Martirilor, devotamentul față de martiri fusese adăugat ca urmare a unei tradiții hagiografice creștine care spunea că clădirile termelor fuseseră făcute de către creștini aduși la starea de sclavi, consecutiv ultimei mari persecuții inițiate de Dioclețian, în 303. Biserica a fost apoi, modificată, în mod sensibil, de Luigi Vanvitelli care, în 1749, a schimbat orientarea bisericii deschizând intrarea actuală în caldarium.
Câțiva ani mai târziu papa Grigore al XIII-lea a utilizat o parte a clădirilor drept hambar pentru cereale. Aceste magazii au fost în parte reutilizate sub Clement al XIII-lea ca magazii pentru ulei, denumite  Olearie papali: există acolo zece cuve mari cu o capacitate de 44.000 de litri. Acest spațiu a fost transformat, în 2000, în sală de expoziții, protejându-se, în același timp, vechea amenajare. Sala octogonală încă existentă a Muzeului Național al Termelor a cunoscut un uz asemănător. 
Magaziile respective au fost folosite de-a lungul timpului drept închisoare, spital, respectiv ospiciu.

## Descriere

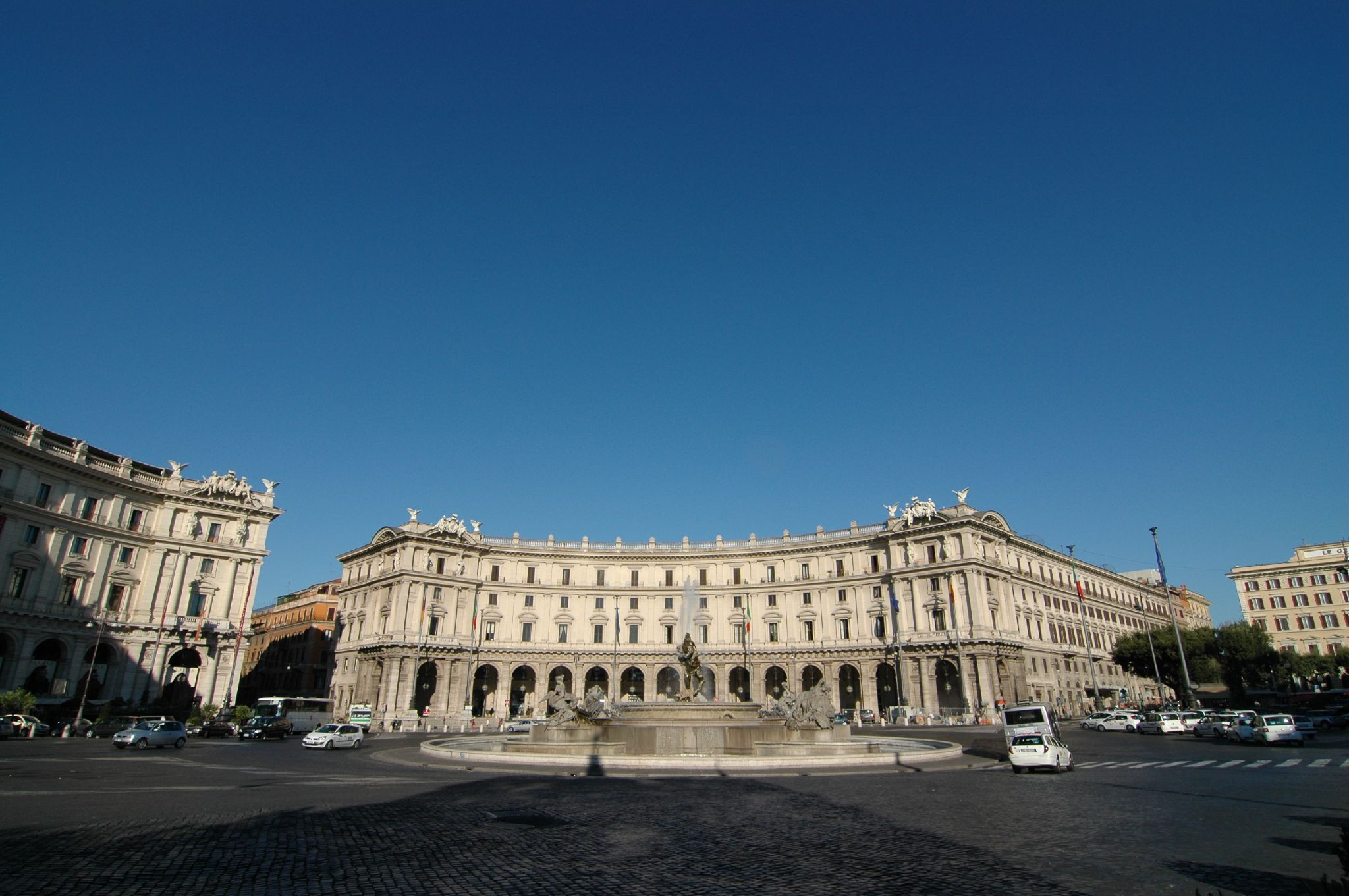
Exedră în piazza della Repubblica

Termele lui Dioclețian au fost cele mai importante și cele mai luxoase construite vreodată la Roma și în lumea romană în general. Situate pe colina Viminal, în interiorul unei incinte de 380 x 365 de metri, ocupând aproape 14 hectare, termele numărau încă în secolul al V-lea, potrivit lui Olympiodor, 2.400 de bazinete. Clădirea centrală, care măsoară 250 × 180 m, putea primi până la 3.000 de persoane. 
Doar colonada semicirculară actuală din Piața Republicii (în italiană: piazza della Repubblica), realizată la sfârșitul secolului al XIX-lea de către Gaetano Koch, care acoperă exact amplasamentul marii exedre a termelor, oferă o idee a proporțiilor monumentului.
Termele erau alimentate cu apă printr-o ramură a apeductului Aqua Marcia care pleca de la Porta Tiburtina și conducea apa spre un imens rezervor de 91 × 16 m, denumit botte di Termini. Acest rezervor a fost distrus în 1876 pentru a lăsa loc Gării Termini, care, în consecință, a primit numele termelor. 

### Clădirea centrală
Corpul central al Termelor lui Dioclețian a fost conceput după modelul Termelor lui Traian, care cuprindeau și ele o exedră semicirculară și un caldarium dreptunghiular prevăzut cu trei nișe semicirculare (în timp ce Termele lui Caracalla sunt cvasicirculare). Complexul este orientat spre sud-vest, în așa fel încât caldarium-ul să poată profita din plin de căldura solară, fără să fie afectată temperatura din frigidarium. Acest frigidarium, potrivit autorilor, ar putea fi identificat cu însăși sala bazilicală, sau natatio (piscină cu apă puțin adâncă, sub cerul liber, situată pe axa de nord-est, sub actualul cor al bisericii). Coarelli preferă să evite cuvântul frigidarium, nevorbind, pentru mai multă claritate, decât de sala bazilicală (basilica) și de natatio.
Cele două axe de simetrie ale complexului se întretaie în centrul foarte vastei bazilici (sau frigidarium, sala bazilicală). Axa mare se prelungea la sud-vest spre diferite băi (tepidarium, caldarium), în timp ce axa mică (nord-vest/sud-est) se deschidea spre gimnazii (palaestrae).

#### Vestigii din Piața Republicii și Basilica Santa Maria degli Angeli e dei Martiri

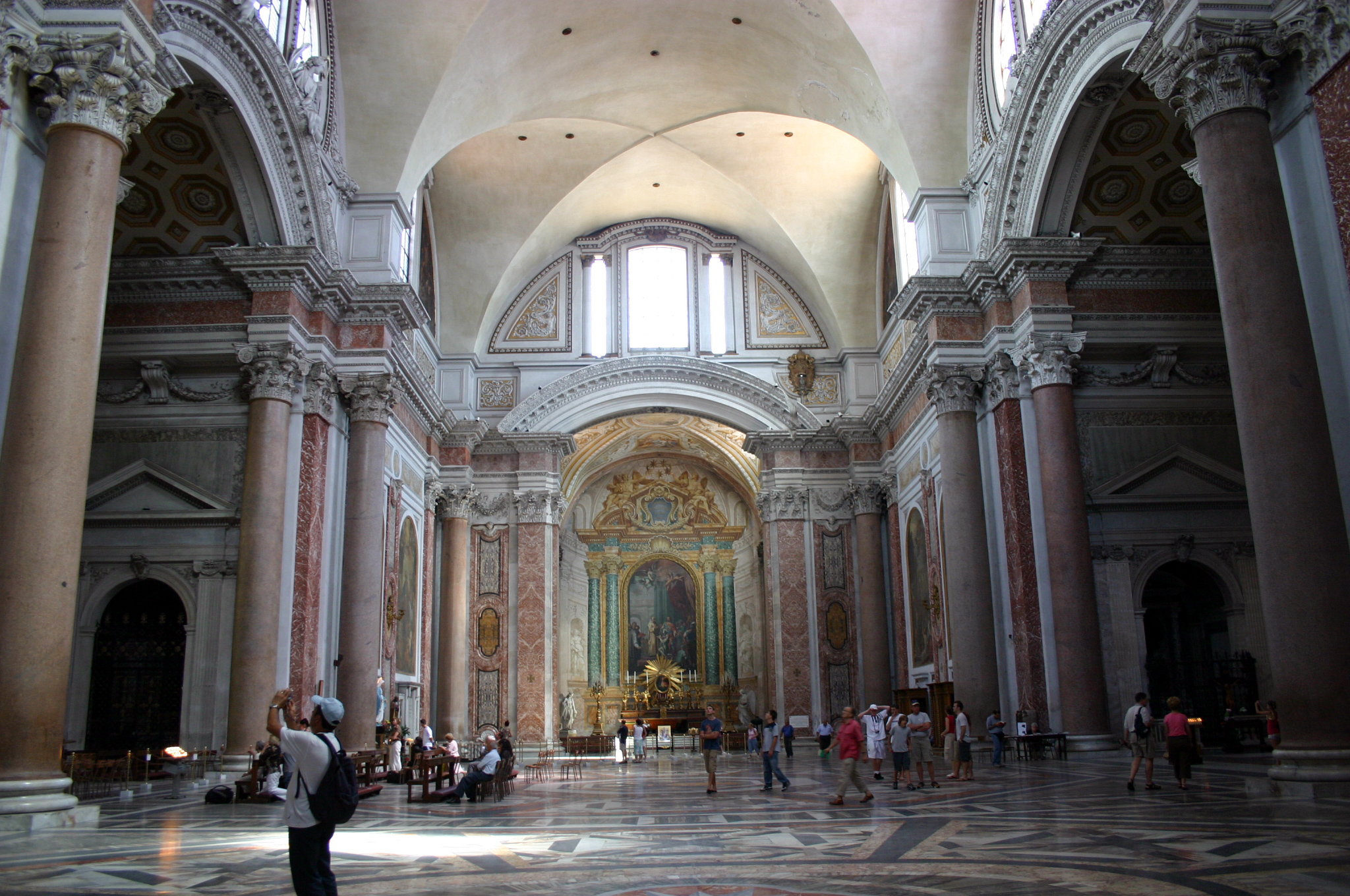
Vedere din sala bazilicală a termelor (astăzi Basilica Santa Maria degli Angeli e dei Martiri.)

Se mai pot vedea, în nord-estul Pieței Republicii, resturile uneia din absidele caldariumului, alături de vechiul Institut de Pedagogie (în italiană Facoltà di Magistero). O altă absidă marchează intrarea Bazilicii Santa Maria degli Angeli e dei Martiri, ea însăși instalată în fostul frigidarium (sala bazilicală). Biserica înglobează și fostul tepidarium, imediat după intrare, vastă încăpere circulară puțin iluminată, prevăzută cu două mici nișe pătrate, și două încăperi mici laterale care prelungesc axa nord-vest / sud-est a bazilicii. În afară de adaosurile și modificările datorate lui Michelangelo și lui Vanvitelli (pardoselilee și accesurile supraînălțate în raport cu nivelul antic, precum și opt noi coloane de cărămidă acoperite cu stuc care imită granitul), aspectul antic al interiorului a fost protejat cu somptuozitate. Absida bisericii a fost construită pe amplasamentul părții centrale a marii natatio (piscină) dreptunghiulare. Cele trei bolți ale coamelor sălii bazilicale, susținute de opt coloane monolite de granit originale, dau mereu unul din rarele exemple ale splendorii arhitecturii și decorației interioare ale edificiilor romane.

#### Sălile Muzeului Național al Termelor

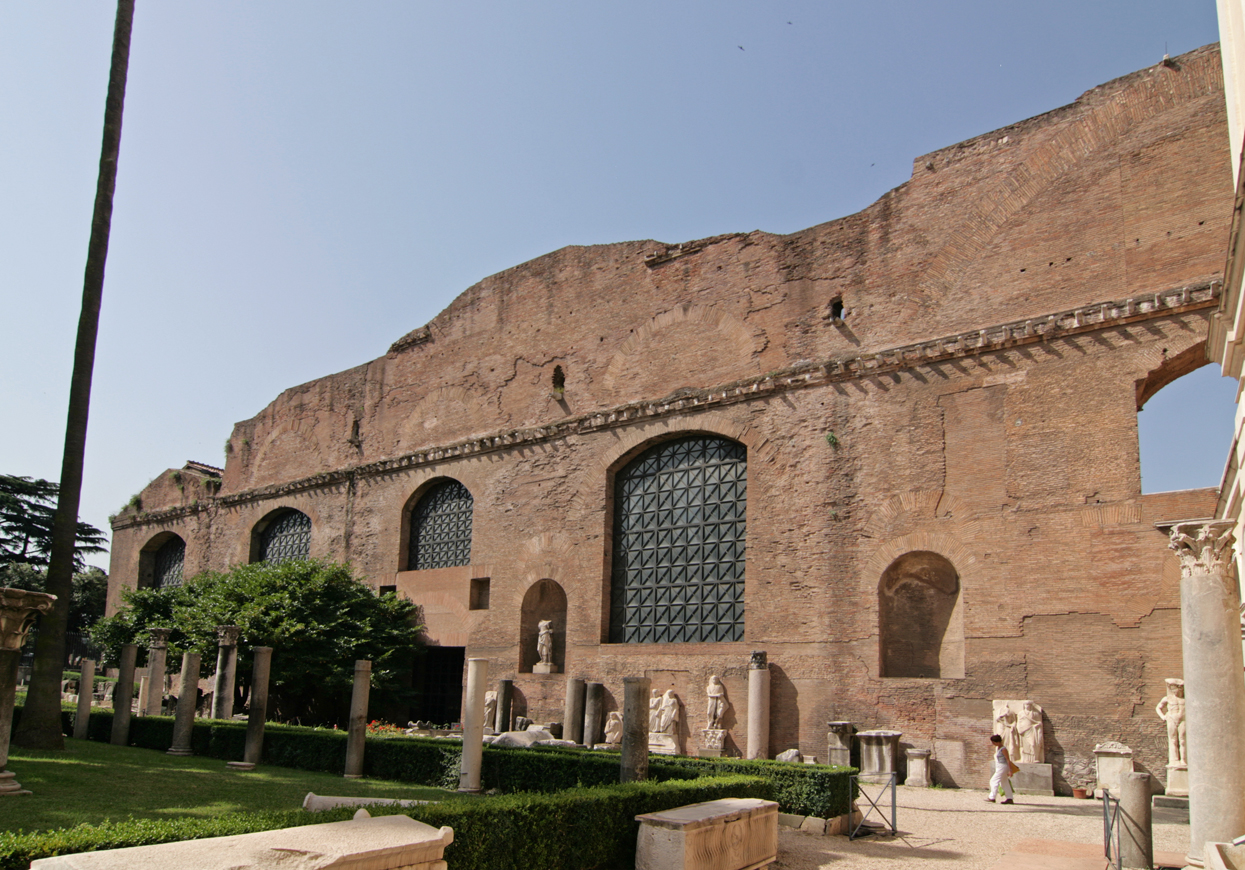
Curtea (palestra) Muzeului Național al Termelor

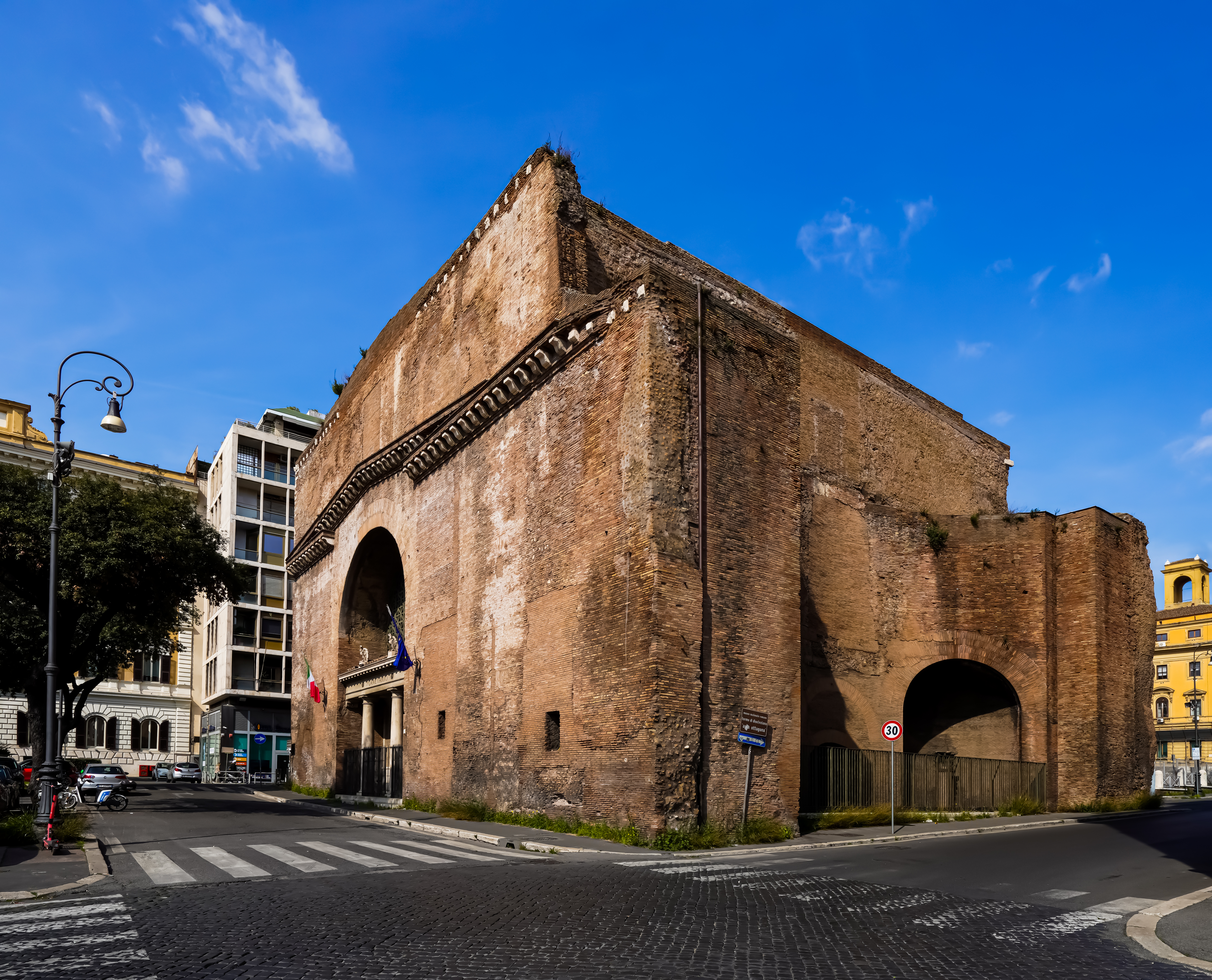
Cinema « Planetario »

Muzeul Național al Termelor este instalat într-o altă parte a clădirii centrale a termelor antice, pe partea de nord-est a baziliciiși a palestrei a cărei colonadă a dispărut aproape cu totul. A rămas încă un zid al natatio, cu console care altădată suportau micile coloane decorative suspendate, asemănătoare cu cele care se găsesc încă la Palatul lui Dioclețian din Split.
Unghiul clădirii este ocupat de o sală ovală de talie mare (probabil apodyterium ) și o alta dreptunghiulară („atrium”). Acest ansamblu de săli trebuie să fi avut un corespondent simetric în vest, astăzi complet dispărut sub via Celimontana și via Parigi. Din grădina muzeului, se poate vedea o parte a fațadei clădirii principale, în timp ce de cealaltă parte a grădinii apar cele două exedre din unghiul de nord-est al incintei termelor, destul de bine conservate, a căror pardoseală din mozaic subzistă, care primesc conferințe și lecturi publice („auditorium”).

#### Alte vestigii ale clădirii centrale
Un alt ansamblu este, la vest, cel al instalațiilor termale cuprinse în vechiul Institut de Pedagogie, construit exact pe vestigiile antice. Și el subzistă, în unghiul de sud-vest al clădirii principale a termelor antice, o mare sală octogonală cu patru nișe semicirculare în unghiuri, actualmente ocupată de cinematograful „Planetario”.

### Incinta exterioară a termelor
Din unghiul format de via Parigi și de via Orlando, se poate vedea o bună parte din incinta părții de nord-vest, în timp ce fațadele clădirilor moderne și exedra pieței conservă fidel planul acestui zid exterior. 
Cele două extremități ale incintei de sud-vest conservă două săli circulare simetrice, una convertită în Biserica San Bernardo alle Terme, cealaltă vizibilă în colțul exterior dintre via del Viminale și piazza dei Cinquecento. În mijloc se află imensa exedră circulară a Pieței Republicii, poate utilizată ca loc de spectacole, flancată de două săli dreptunghiulare cu coloane, poate biblioteci. Se știe că termele adăposteau, la ordin imperial, cărți transferate de la biblioteca Ulpia din Forul lui Traian, pe jumătate abandonată în epocă, după cum mărturisește refolosirea elementelor sculpturale care îi aparțineau pe Arcul lui Constantin.

## Date tehnice ale domului

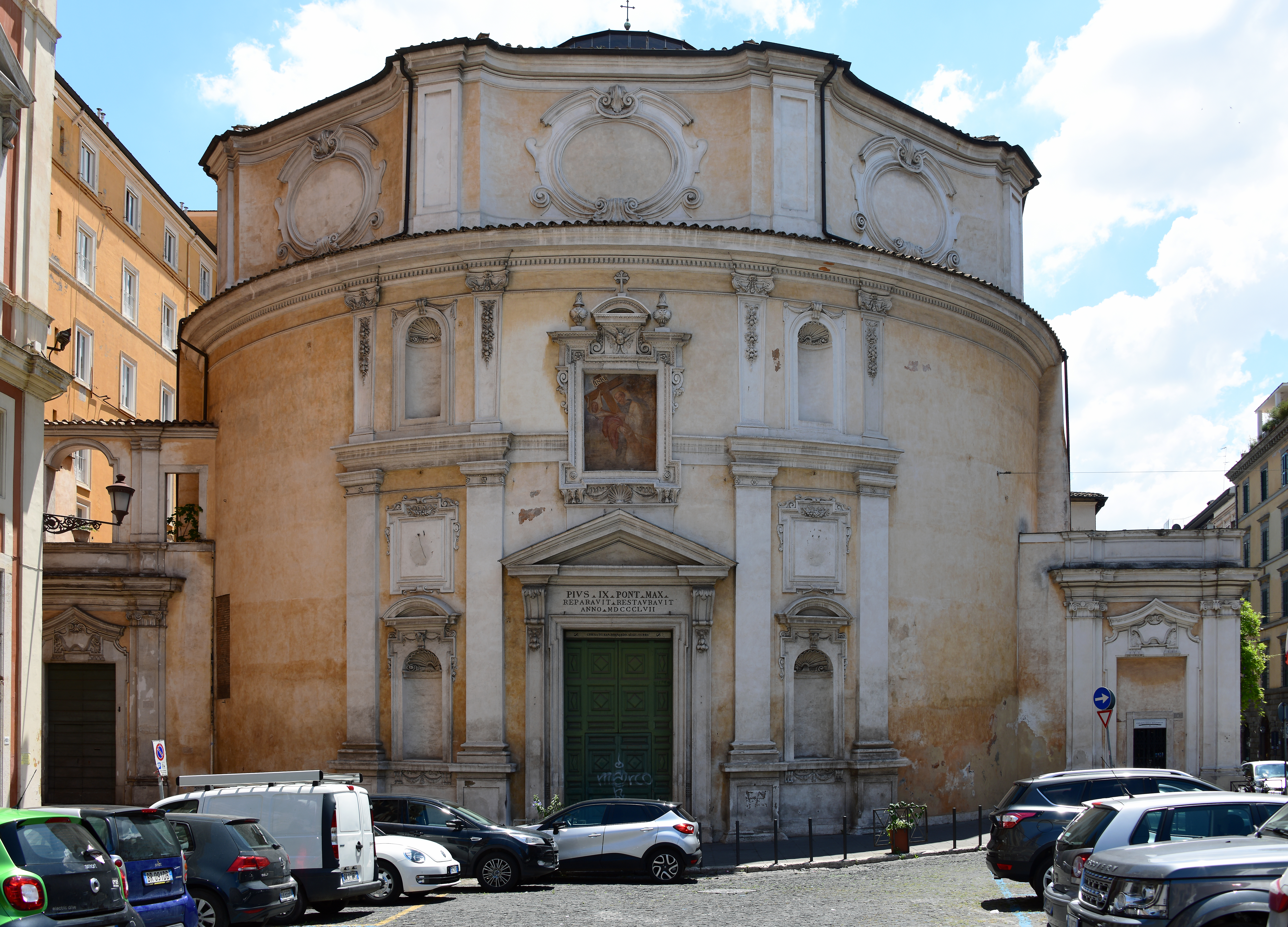
Biserica San Bernardo alle Terme
- Diametrul interior al domului: 22,00 m [8]
- Material: beton cu țiglă [8]

Sala absidei
- Diametrul interior: 22,00 m [8]
- Tipul de dom: jumătatea unei sfere[8]

Planetariu
- Diametrul interior (⌀): 21,25-65 m [8]
- Formă: umbrelă[8]
- Material: beton cu țiglă [8]
- Plan: octogon [8]
- Diametru oculus (DO): 4,20 m [8]
- DO la ⌀: 1:5,1 [8]

Tepidarium
- Diametrul interior (⌀): 19,30 m [8]
- Diametru oculus (DO): 3,68 m [8]
- DO la ⌀: 1:5,2 [8]

## Galerie de imagini

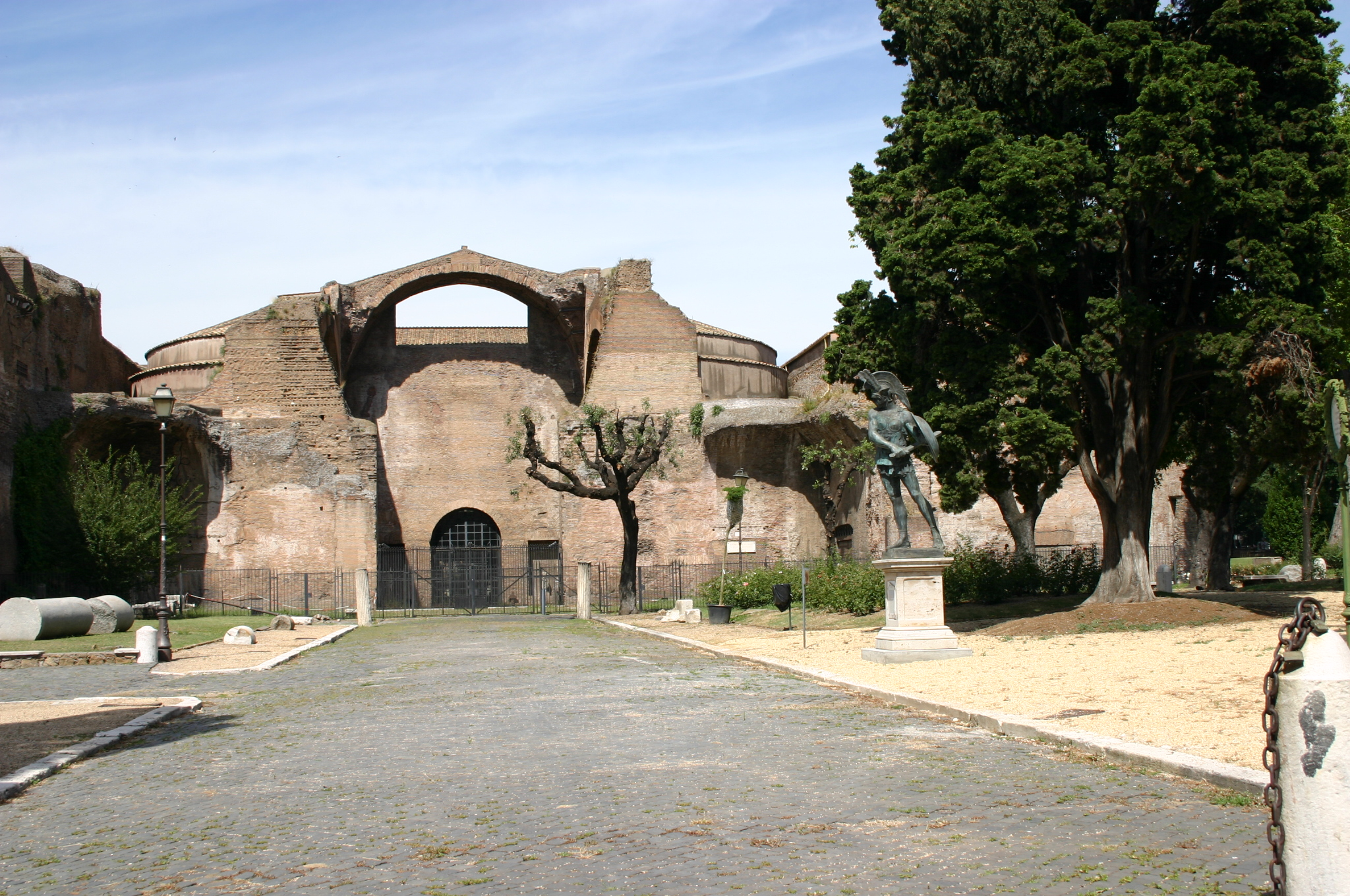
Curtea de intrare  în Muzeul Național al Termelor
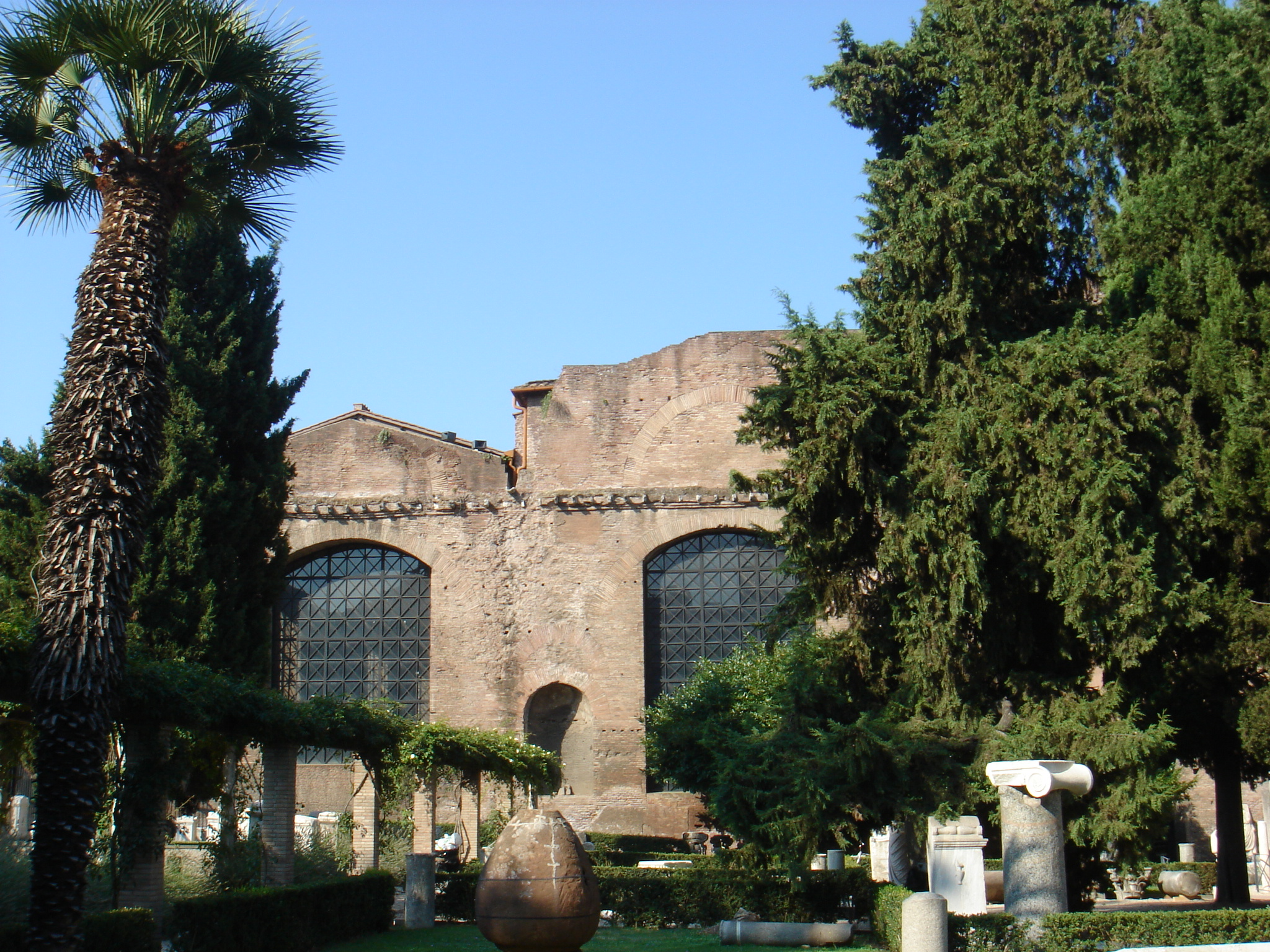
Partea dinspre via De Nicola
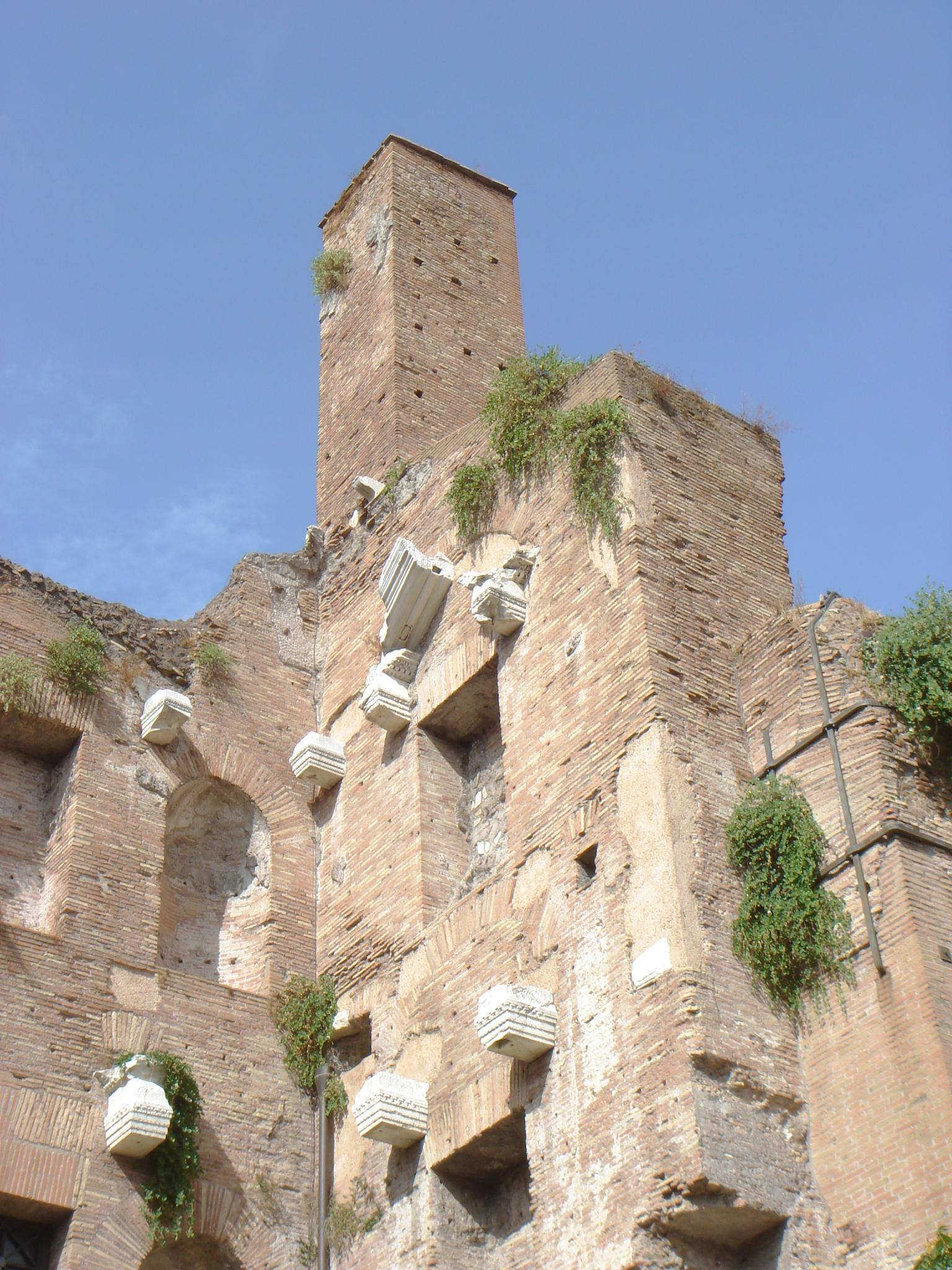
Resturi ale decorărilor zidurilor bazinului de înot (în latină: natatio)
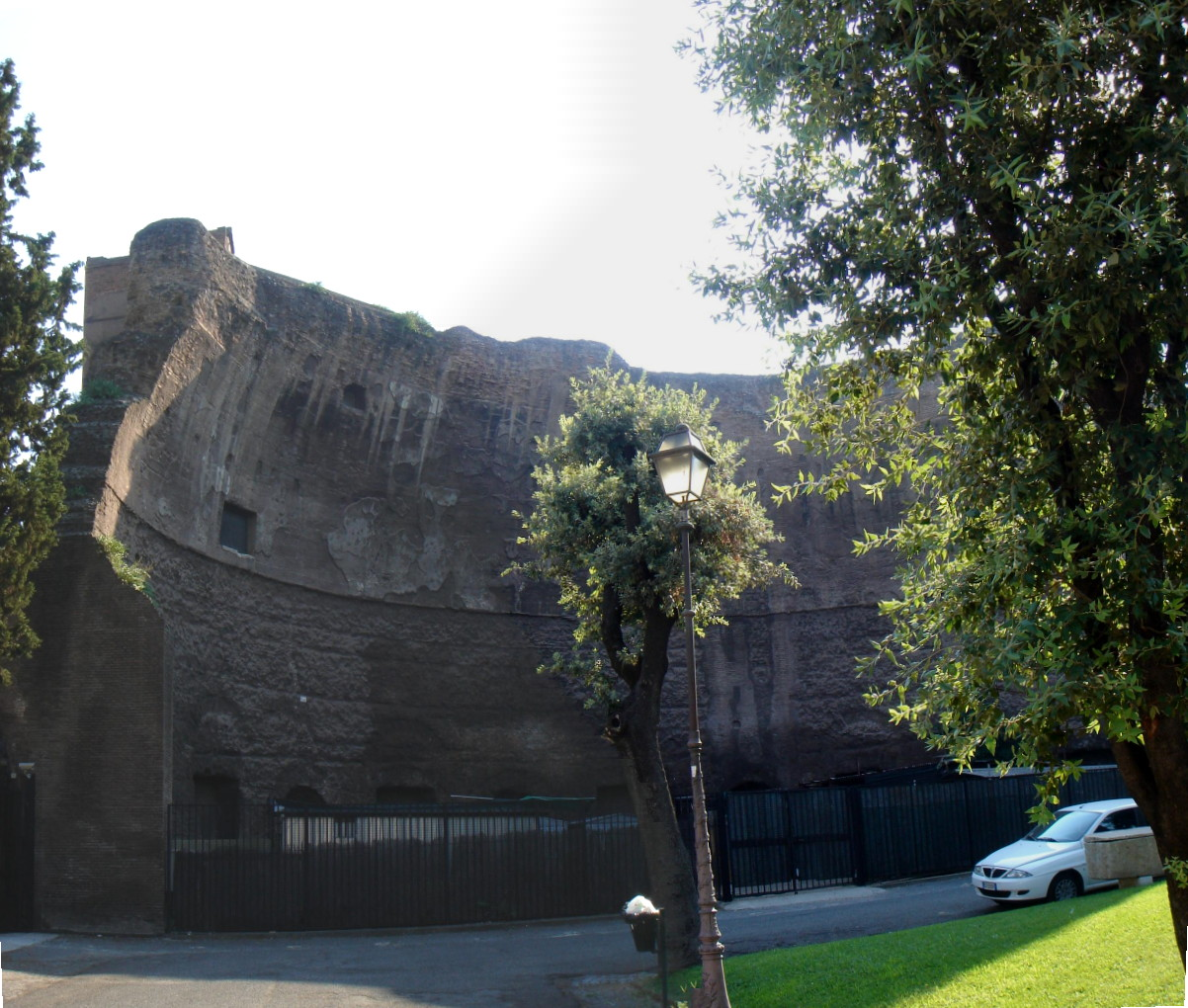
Vestigii ale rezervorului de pe via Volturno